# Gwary palatynackie
Gwary palatynackie (Pfälzisch/Pälzisch) – zespół gwar zachodniofrankijskich języka niemieckiego używany w dolinie Renu w okolicy miast Zweibrücken, Kaiserslautern, Alzey, Wormacja, Mannheim, Heidelberg, Spira, Wörth am Rhein i na granicy z Alzacją (Francja). Język pensylwański wykształcił się na bazie gwar palatynackich używanych przez Niemców, którzy emigrowali do USA w okresie od XVII do XIX w. Przez niektóre organizacje, takie jak np. SIL International, etnolekt ten uważany jest za odrębny od niemieckiego język palatynacki.
Etnolekt palatynacki dzieli się na dwa zespoły gwarowe:
- wschodni (Vorderpfälzisch)
- zachodni (Westpfälzisch)

Poniższa tabela przedstawia różnice między językiem standardowym i etnolektem palatynackim w obu odmianach:
| Vorderpfälzisch | Westpfälzisch | Język niemiecki | język polski |
| --------------- | ------------- | --------------- | ------------ |
| Mais            | Mais          | Mäuse           | myszy        |
| Lais            | Lais          | Läuse           | wszy         |
| Grumbeer        | Grumbeer      | Kartoffel       | ziemniak     |
| Schnoog(e)      | Stechmigg     | Mücke           | komar        |
| Bääm            | Bääm          | Bäume           | drzewa       |
| Schdää          | Schdää        | Stein           | kamień       |
| soi             | sei           | sein            | jego         |
| unser           | unser         | unsere          | nasz         |
| nit             | net           | nicht           | nie          |
| dowedder        | degeje        | dagegen         | przeciw      |
| Fusch           | Fisch         | Fisch           | ryba         |
| ebbes           | ebbes         | etwas           | coś          |
| Ärwett/Arwett   | Arwett        | Arbeit          | praca        |
| Dor             | Dor           | Tor             | brama        |
| Abbel           | Abbel         | Apfel           | jabłko       |
| Haan            | Hann          | Haben           | mieć         |